# آب‌انبار عیسوند
آب‌انبار عیسوند مربوط به سده‌های متاخر دوران‌های تاریخی پس از اسلام است و در شهرستان دشتستان، بخش مرکزی، دهستان حومه، روستای عیسوند واقع شده و این اثر در تاریخ ۱۸ شهریور ۱۳۸۷ با شمارهٔ ثبت ۲۳۳۳۳ به‌عنوان یکی از آثار ملی ایران به ثبت رسیده است.